# Edhi Handoko
Edhi Handoko (* 28. August 1960 in Surakarta; † 17. Februar 2009 in Bogor) war ein indonesischer Schachspieler.
Die indonesische Einzelmeisterschaft konnte er viermal gewinnen: 1978 (in Jakarta), 1979/80 (in Jakarta), 1984 (in Jakarta) und 1991 (in Ujung Padang). Er spielte für Indonesien bei acht Schacholympiaden: 1980, 1982, 1984, 1986, 1988, 1992, 1994 und 2000 mit einem Gesamtergebnis von 53 Punkten aus 94 Partien (+34 =38 −22). Bei seiner ersten Schacholympiade, 1980 in Valletta, spielte er am Spitzenbrett. Für Indonesien spielte er auch bei sechs asiatischen Mannschaftsmeisterschaften: 1979, 1987, 1989, 1991, 1993 und 1995. Hier spielte er 1979 und 1995, jeweils in Singapur, am ersten Brett. Im Februar 1993 gewann er in Jakarta ein Turnier der Kategorie 10. Im Vereinsschach gewann er 1997, am ersten Brett des Bali Jeff Chess Clubs spielend, das MEREDKA Team Event in Kuala Lumpur.
Im Jahre 1983 erhielt er den Titel Internationaler Meister. Bis 1986 war er der stärkste Schachspieler Indonesiens. 1994 wurde er der vierte Schachgroßmeister seines Landes, 2007 verlieh ihm der Weltschachbund FIDE den Titel FIDE Trainer. Seine letzte Elo-Zahl war 2429, seine höchste 2520 im Juli 1993. Er starb an einem Herzinfarkt in Kombination mit einer Lungenentzündung und hinterließ eine Frau sowie zwei Söhne.